# Yuchangping
Yuchangping (kinesiska: 雨敞坪, 雨敞坪镇) är en köping i Kina. Den ligger i provinsen Hunan, i den södra delen av landet, omkring 31 kilometer väster om provinshuvudstaden Changsha. Antalet invånare är 25918. Befolkningen består av 12 922 kvinnor och 12 996 män. Barn under 15 år utgör 15,0 %, vuxna 15-64 år 71 %, och äldre över 65 år 12,0 %.
Genomsnittlig årsnederbörd är 1 710 millimeter. Den regnigaste månaden är maj, med i genomsnitt 305 mm nederbörd, och den torraste är oktober, med 46 mm nederbörd.